# Fault Pass
Fault Pass är ett bergspass i Antarktis. Det ligger i Västantarktis. Argentina, Chile och Storbritannien gör anspråk på området. Fault Pass ligger 243 meter över havet.
Terrängen runt Fault Pass är kuperad åt sydväst, men åt nordost är den platt. Havet är nära Fault Pass åt nordost. Trakten är glest befolkad. Närmaste befolkade plats är Esperanza Base, 2,8 kilometer norr om Fault Pass.